# Vladimir Arnold
Vladimir Igorevici Arnold (în rusă Влади́мир И́горевич Арно́льд, n. 12 iunie 1937, Odesa, RSS Ucraineană, URSS – d. 3 iunie 2010, Paris, Île-de-France, Franța) a fost un matematician rus.
A adus contribuții importante în domenii ca: teoria sistemelor dinamice, teoria catastrofelor⁠(en)[traduceți], topologie, geometrie algebrică, mecanică clasică, teoria singularităților.
Numele său a rămas și în denumirea teoremei Kolmogorov–Arnold–Moser. În 1965, Vladimir Arnold a fost decorat cu Premiul Lenin. 

## Cărți
- Metodele matematice ale mecanicii clasice (trad. românește de Andrei Verona), Editura Științifică și Enciclopedică, București 1980